# Мисс, Миллард
Миллард Мисс (англ. Millard Meiss 25 марта 1904 г., Цинциннати, Огайо — 12 июня 1975 г., Принстон, Нью-Джерси) — американский историк, специалист по искусству позднего средневековья и начала Ренессанса. Знаток книжной миниатюры, фресковой и станковой живописи.

## Биография
Изучал архитектуру в университете Принстона, получил диплом в 1926 году. Чтобы обеспечить финансово продолжение обучения по истории искусств в докторской школе в Гарвардском университете (1928), работал в Нью-Йорке в строительном бизнесе.  После женитьбы продолжил изучение истории искусства средневековья и Ренессанса в университете Нью-Йорка. Получил докторскую степень в 1933 году (диссертация о творчестве Франческо Траини).
С 1934 года руководил кафедрой в Колумбийском университете. В 1940 — 1942 года — главный редактор Bulletin of art, почётный администратор Музея современного искусства в Нью-Йорке. После Второй мировой войны Мисс возглавляет американский Комитет по восстановлению итальянских памятников. В 1951 году выходит первая книга Мисса Painting in Florence and Siena after the Black Death. С 1953 года работает в Гарварде, с 1958 года — в Институте for Advanced Study de Princeton. В 1966 году возглавил Комитет спасения итальянского искусства, миссия которого состояла в восстановлении повреждённых во время наводнения во Флоренции в 1966 году фресок и зданий.
С 1960 года Мисс обращается к изучению рукописей и прежде всего Роскошного часослова герцога Беррийского. Его трёхтомник «Французская живопись эпохи Жана Беррийского» (French Painting in the Time of Jean de Berry 1967—1974) является основополагающим для всех, кто изучает искусство книжной миниатюры конца XIV — начала XV вв.
Член Американской академии искусств, Американского философского общества, Британской академии, нескольких французских и итальянских научных обществ. В связи с тяжёлой болезнью вышел в отставку в 1974 году. Умер 12 июня 1975 года. Его бумаги переданы в Архив Американской академии искусств.